# Groupe de l'est lointain
Vous lisez un « bon article » labellisé en 2016.

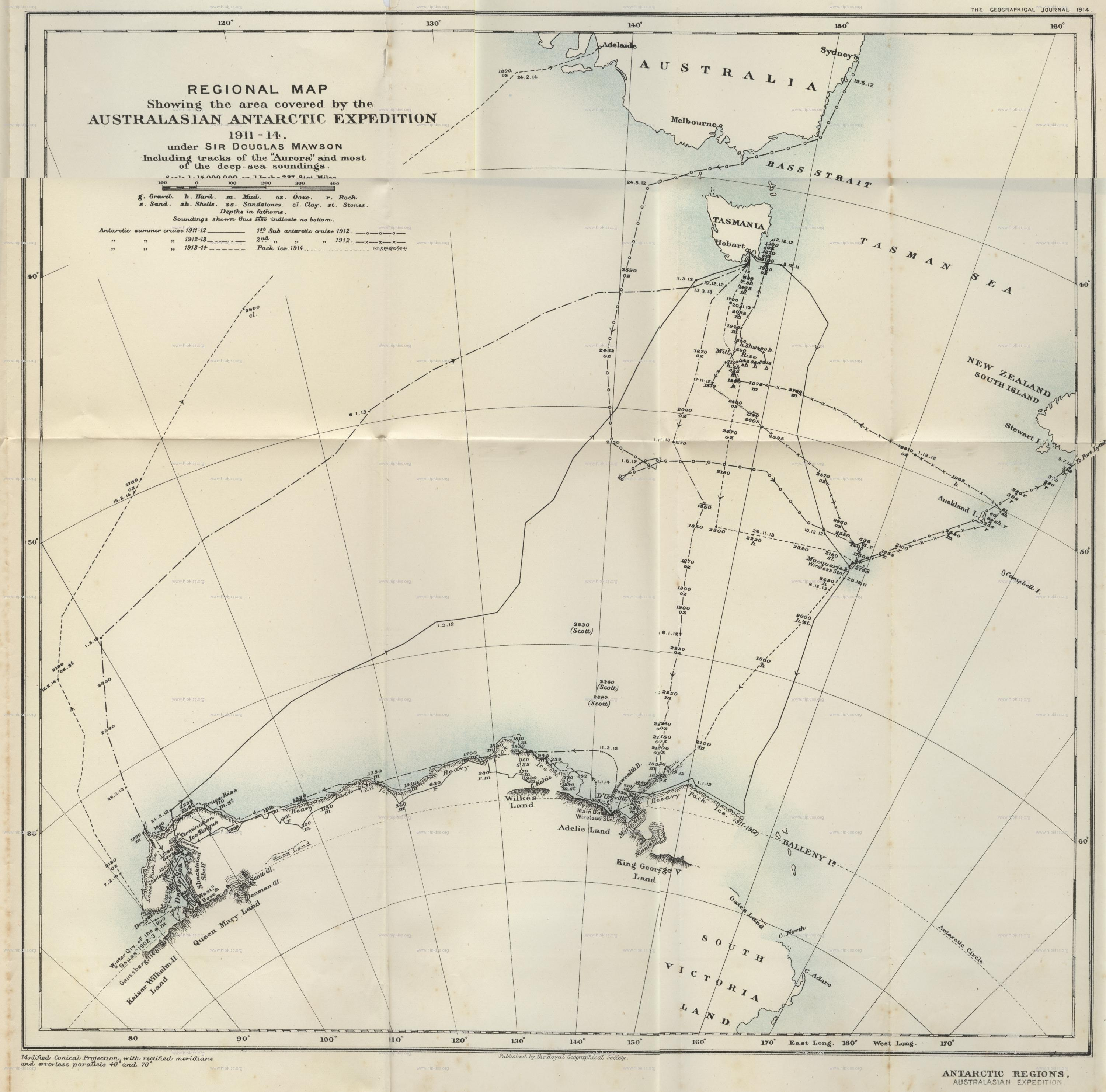
Carte de l'expédition antarctique australasienne (1911-1914).

Le « groupe de l'est lointain » (en anglais : Far Eastern Party) est une composante de l'expédition antarctique australasienne (1911-1914) qui a exploré les régions côtières de l'Antarctique encore inexplorées à l'ouest du cap Adare. Dirigé par l'Australien Douglas Mawson, le groupe explore une zone lointaine à l'est de sa base principale en Terre Adélie, jusqu'à environ 800 kilomètres en direction de la Terre Victoria. Mawson est accompagné du lieutenant des Royal Fusiliers Belgrave Edward Sutton Ninnis et de l'expert suisse en ski Xavier Mertz. Les hommes utilisent des chiens de traîneau pour augmenter leur vitesse de déplacement sur la glace.
Après un bon départ, traversant deux énormes glaciers sur leur route, le 14 décembre 1912, le groupe est à près de 500 kilomètres de son camp de base du cap Denison lorsque Ninnis et son traîneau disparaissent dans la neige et tombent dans une crevasse. Leur stock de provisions gravement compromis par cette perte, Mawson et Mertz repartent vers l'ouest, en mangeant au fur et à mesure les chiens de traîneau restants pour compléter leurs vivres limités. Alors qu'ils traversent le premier glacier sur leur voyage de retour, Mertz tombe malade, ce qui rend la suite de la progression difficile. Après presque une semaine, Mertz meurt, laissant Mawson rentrer seul.
Pendant près d'un mois, il tire son traîneau dans l'Antarctique, en traversant le second glacier, malgré une maladie qui l'affaiblit de plus en plus. Mawson atteint le 1er février 1913 le dépôt de provisions d’Aladdin’s Cave à environ 9 kilomètres du camp de base principal, mais y reste bloqué une semaine à cause d'un blizzard. En conséquence, il rate le navire de l'expédition, l’Aurora qui, après avoir attendu pendant plus de trois semaines, part vers l'Australie le 8 février, quelques heures avant le retour de Mawson au cap Denison. Avec un petit groupe resté sur place, il reste au cap Denison jusqu'au retour de l’Aurora en décembre 1913.
Les causes de la mort de Mertz et de la maladie de Mawson demeurent incertaines mais une étude de 1969 suggère une hypervitaminose A probablement causée par la consommation du foie des chiens du Groenland, connu pour être anormalement riche en vitamine A. Bien que cette théorie soit considérée comme la plus probable, des opinions dissidentes mettent en avant l'exposition prolongée au froid ou les contraintes psychologiques.
En 1976, l'explorateur et alpiniste Edmund Hillary décrit l'épopée d'un mois de Mawson comme « probablement la plus grande histoire de survie solitaire dans l'histoire de l'exploration polaire ».

## Contexte
- Mawson, Mertz et Ninnis (10 novembre – 14 décembre 1912)
- Mawson et Mertz (14 décembre 1912 – 8 janvier 1913)
- Mawson (8 janvier – 8 février 1913)

Le trajet aller du « groupe de l'est lointain » du camp de base principal du cap Denison dans le nord-ouest, à travers les glaciers Mertz et Ninnis, puis le trajet retour.

Le camp de base principal de l'expédition antarctique australasienne est établi en janvier 1912 au cap Denison dans la baie du Commonwealth en Terre Adélie. C'est beaucoup plus à l'ouest que ce que le commandant de l'expédition Douglas Mawson avait initialement prévu : le « pack » dense avait empêché l’Aurora, le navire de l'expédition, de débarquer les hommes près du cap Adare, sa limite d'origine à l'est. C'est seulement après que l’Aurora, suivant la côte vers l'ouest, eût dépassé la langue de glace du glacier Mertz qu'un lieu de débarquement convenable est trouvé.
Luttant contre des vents catabatiques provenant du plateau Antarctique qui balayent la zone, les hommes érigent leur abri et commencent les préparatifs pour les expéditions en traîneaux prévues l'été suivant. Ils préparent les vêtements, les traîneaux, les tentes et les provisions tout en menant des explorations limitées autour du camp et en mettant en place plusieurs dépôts de vivres,. Le plus notable de ces dépôts est celui d’Aladdin’s Cave (« Caverne d'Ali Baba »), excavé dans la glace à 8,9 kilomètres au sud du camp de base principal.
Le 27 octobre 1912, Mawson met au point le programme des voyages en traîneaux d'été. Sur les sept groupes de traîneaux qui partiront du cap Denison, trois se dirigeront vers l'est. Le « groupe du littoral est » (en anglais : Eastern Coastal Party) dirigé par le géologue Cecil Madigan est chargé d'étudier la côte au-delà de la langue du glacier Mertz. Ce groupe sera d'abord aidé par le « groupe de l'est proche » (en anglais : Near Eastern Party) dirigé par le géologue Frank Leslie Stillwell, puis ira par la suite cartographier la zone entre le cap Denison et le glacier.
Un dernier groupe dirigé par Mawson — le « groupe de l'est lointain » (en anglais : Far Eastern Party) — poussera rapidement vers l'intérieur des terres en direction du sud-est et de la Terre Victoria, une région qu'il a exploré lors de l'expédition Nimrod (1908-1909) d'Ernest Shackleton. Il espère voyager environ 800 kilomètres à l'est, collectant des données et des roches géologiques, cartographiant la côte et revendiquant le territoire pour la couronne.
Pour assister Mawson dans ce « groupe de l'est lointain », il y a le lieutenant des Royal Fusiliers Belgrave Edward Sutton Ninnis et l'expert suisse de ski Xavier Mertz,. Ils sont chargés des traîneaux et des chiens du Groenland de l'expédition. Ces derniers sont cruciaux à l'équipe pour parcourir la distance souhaitée à une bonne vitesse. Ninnis et Mertz consacrent l'hiver à la préparation des chiens pour le voyage, cousant les harnais et apprenant aux autres groupes à se servir des traîneaux,. Chacune des équipes doit nécessairement revenir au cap Denison pour le 15 janvier 1913 afin que l’Aurora puisse les récupérer et échapper aux eaux antarctiques avant l'arrivée du « pack » en hiver.

Les hommes du « groupe de l'est lointain »
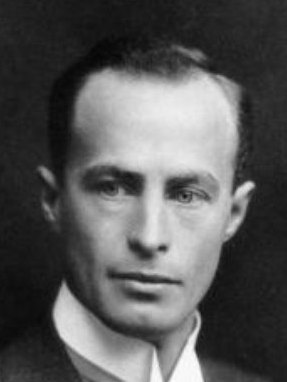
Douglas Mawson
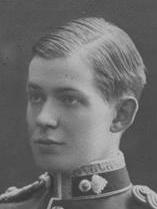
Belgrave Edward Sutton Ninnis
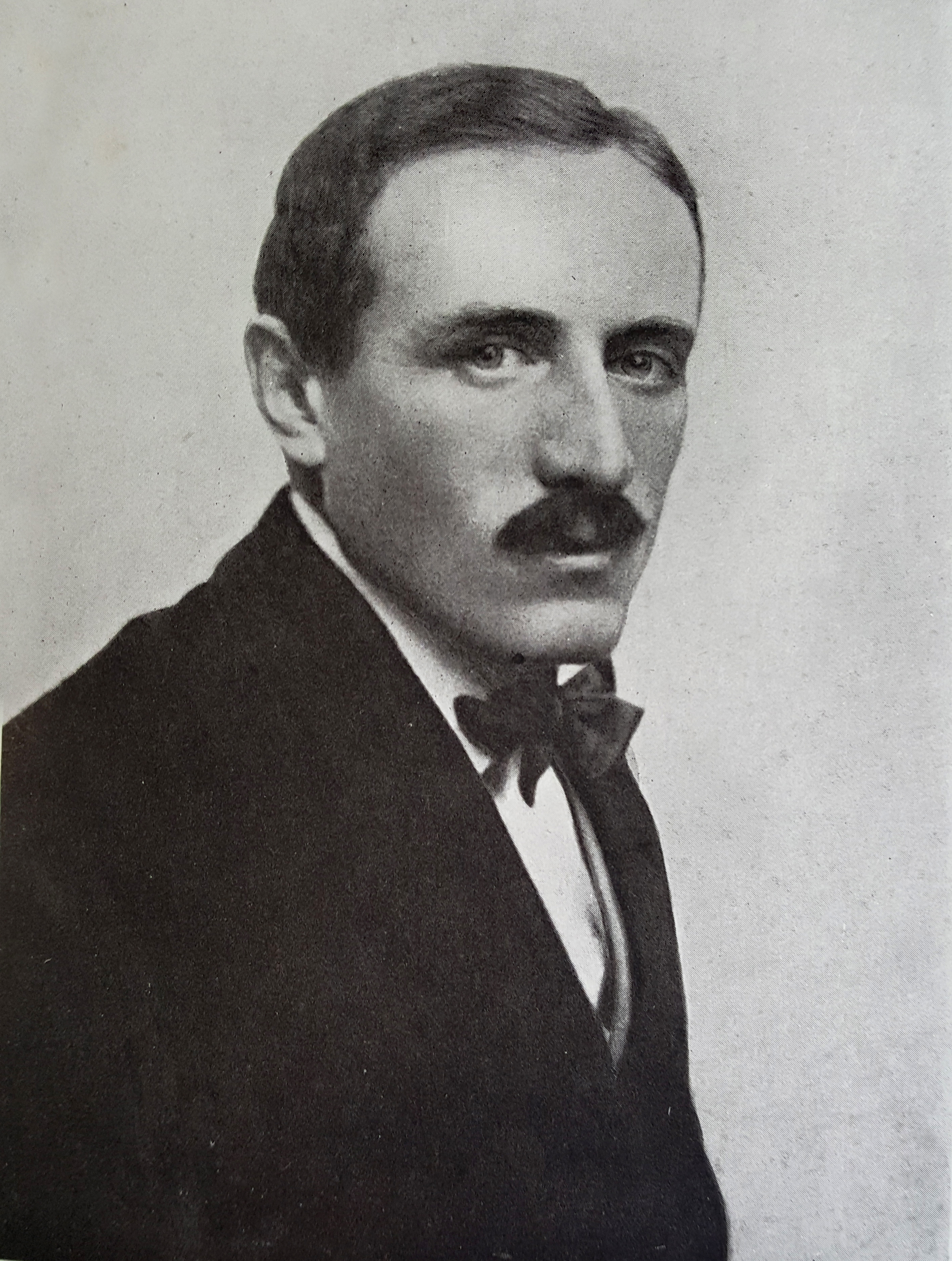
Xavier Mertz

## Route vers l'est

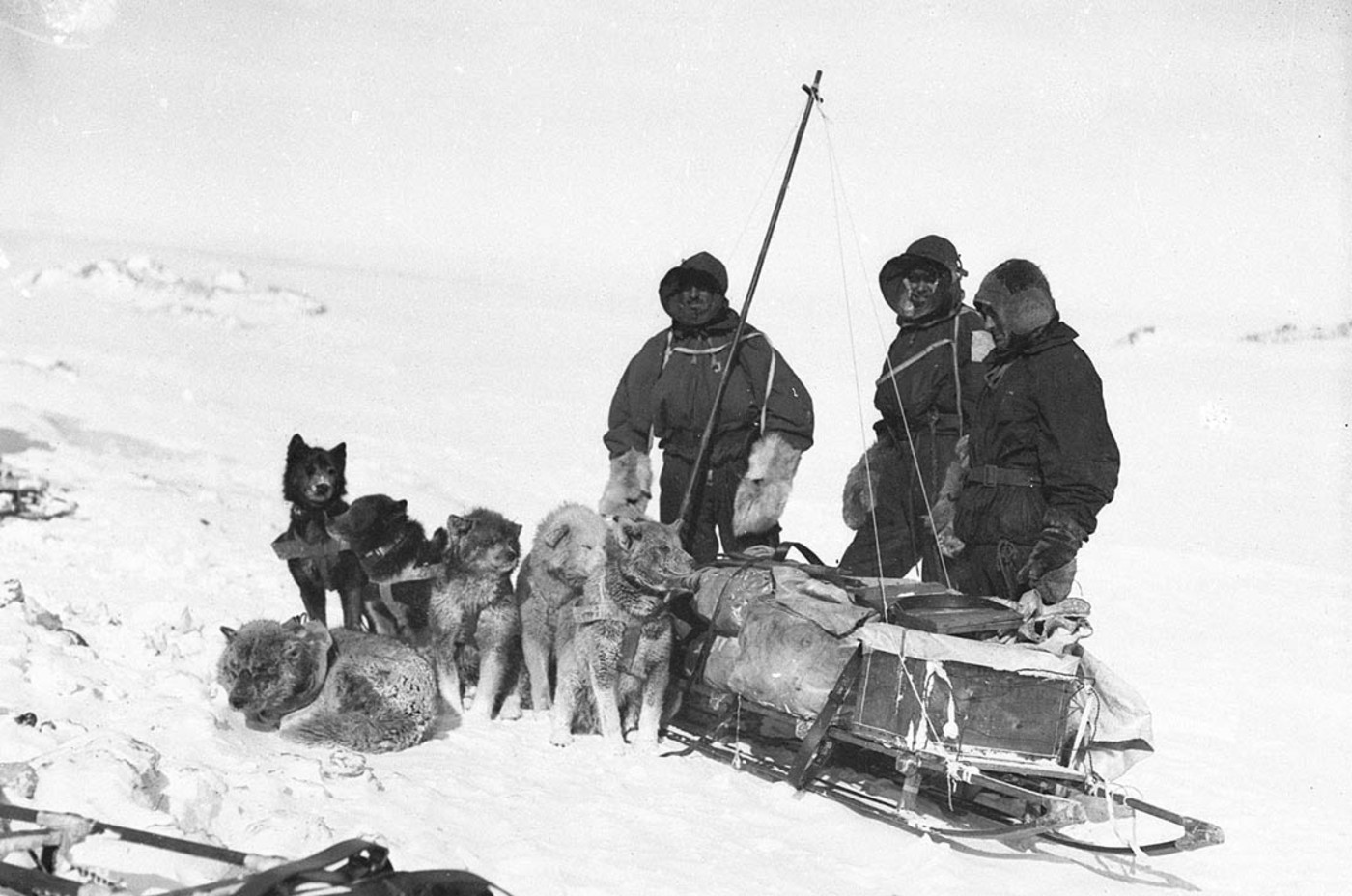
Xavier Mertz, Belgrave Edward Sutton Ninnis et Herbert Murphy à l’Aladdin’s Cave.

Le blizzard empêche les différents groupes de quitter le cap Denison jusqu'au 10 novembre 1912, quatre jours après la date de départ prévue. Dans son journal, Mertz note que les conditions climatiques s'améliorant, c'est « certainement de bon augure ». Mawson écrit une courte lettre à sa fiancée, Paquita Delprat : « […] Le temps est beau ce matin bien que le vent souffle toujours. Nous allons sortir dans l'heure. J'ai deux bons compagnons, le docteur Mertz et le lieutenant Ninnis. Il est peu probable qu'un préjudice nous arrive, mais si je ne devais pas revenir en Australie, sache que je t'aimais vraiment. Je dois m'arrêter maintenant puisque les autres m'attendent. »
Laissant aux groupes de Madigan et de Stillwell une longueur d'avance, Mawson, Ninnis, Mertz et leurs dix-sept chiens quittent Mawson's Huts en début d'après-midi, atteignant l’Aladdin’s Cave quatre heures plus tard,. S'arrêtant pour la nuit, ils prennent des fournitures supplémentaires et réarrangent les traîneaux. La première équipe de chiens doit transporter un ensemble de deux traîneaux, qui portent à eux deux la moitié du poids de l'approvisionnement de l'équipe. Les fournitures restantes sont mises sur le troisième traîneau tiré par la deuxième équipe de chiens,.
Allant vers le sud le lendemain pour éviter des crevasses à l'est, ils voyagent environ 13 kilomètres avant que le mauvais temps les force à s'arrêter et à camper. Des vents forts les confinent dans leur tente jusqu'au 13 novembre et ils ne peuvent pas beaucoup avancer avant que de mauvaises conditions climatiques ne surviennent à nouveau. Ils restent dans leur tente trois jours supplémentaires, incapables même d'allumer le réchaud. Lorsque le temps s'éclaircit le 16 novembre, les groupes de Madigan et Stillwell se joignent à eux. Les trois groupes voyagent ensemble une grande partie de la journée suivante, avant que celui de Mawson se sépare et continue d'avancer en fin de journée.

### Glaciers Mertz et Ninnis

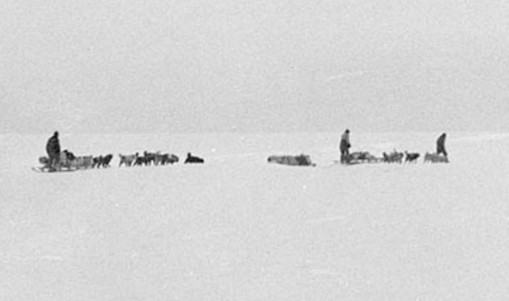
La dernière photographie du « groupe de l'est lointain » le 17 novembre 1912.

Allant vers le sud-est en direction du glacier Mertz, avec Mertz skiant en reconnaissance et Mawson et Ninnis dirigeant les chiens et les traîneaux, le groupe couvre 24 kilomètres le 18 novembre. Cela se fait malgré la présence de sastrugi — des crêtes dans la glace causées par le vent — hauts d'environ 90 centimètres qui gênent la progression,. Pendant la journée, ils passent deux pics que Mawson nomment nunatak Madigan et pic Aurora d'après le responsable d'un des groupes et d'après le navire de l'expédition. Le lendemain, ils commencent la descente raide du glacier Mertz. Après que les traîneaux eurent dépassé les chiens à plusieurs reprises, les chiens sont autorisés à descendre librement la pente pour éviter un accident.
Après une descente particulièrement forte le lendemain, la moitié des chiens rattachés aux traîneaux de Mawson sont presque perdus quand ils tombent dans une crevasse. Ils sont récupérés mais Mawson décide de camper puisque l'un des chiens, Ginger Bitch, donne naissance à la première portée de quatorze petits,.
Au cours des jours suivants, le groupe continue à travers le glacier. Ils développent une méthode pour traverser les nombreuses crevasses : le premier homme à ski doit traverser sur la neige couvrant le trou et par la suite, la première des deux équipes de chiens suit. Ce n'est qu'après le passage de la première équipe de chiens que la deuxième suit. « Autrement », écrit Mawson, « les chiens à l'arrière font route directe vers là où les chiens de l'avant se trouvent, coupant à travers les coins et faisant probablement glisser leur traîneau latéralement dans une crevasse ». Mais malgré leurs précautions, Ninnis tombe et est sauvé de trois crevasses, dont une fois quand ils se rendent compte qu'ils ont installé leur tente sur le bord de l'une d'entre elles.
Après que Mawson ait également glissé dans une crevasse, par précaution, ils se lient à leurs traîneaux. Ninnis développe une photokératite (cécité temporaire liée à la réflexion du Soleil sur la neige), que Mawson traite avec du sulfate de zinc et du chlorhydrate de cocaïne. Ils perdent également des chiens : un se casse la patte et doit être abattu, tandis qu'un autre tombe malade et un troisième est perdu dans une crevasse. Le 24 novembre, le groupe atteint la côte orientale du glacier et monte sur le plateau.

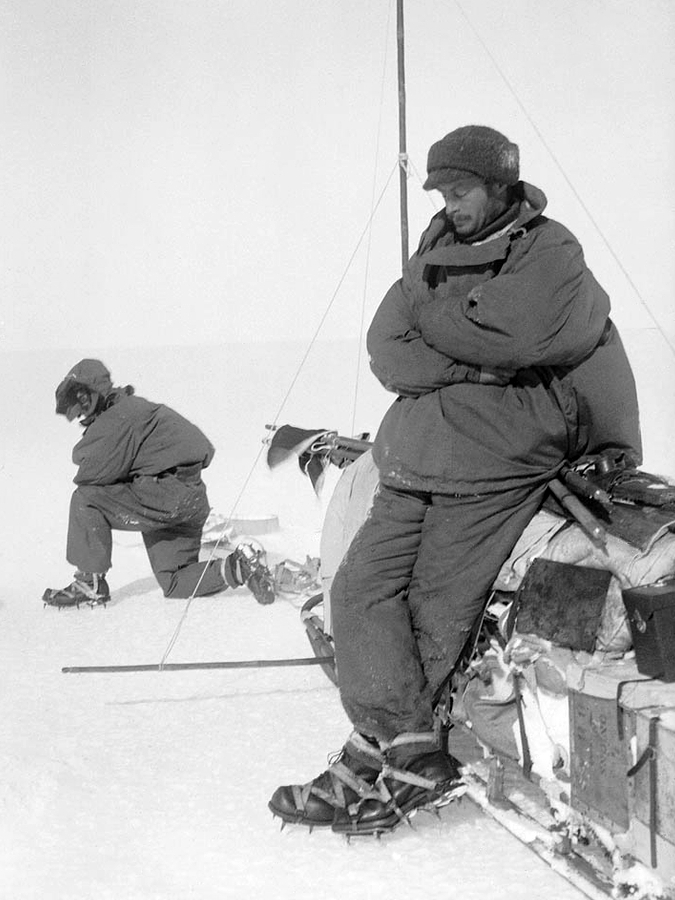
Douglas Mawson se reposant appuyé sur un traîneau près d’Aladdin’s Cave. Belgrave Edward Sutton Ninnis est en arrière-plan puisque la photographie est attribuée à Xavier Mertz.

À nouveau sur un terrain plat, ils commencent à faire des progrès rapides. Le 27 novembre, ils découvrent un autre glacier — le Ninnis — beaucoup plus important que le premier,. Comme avec le premier glacier, ils doivent détacher les chiens des traîneaux et faire lentement la périlleuse descente. Une fois au fond du glacier, ils passent quatre jours à travers les champs de crevasses, luttant contre les vents forts et une faible lumière qui rend l'orientation difficile.
Dans ces conditions difficiles, les chiens commencent à s'agiter. L'un d'eux, Shackleton, déchire le sac de nourriture des hommes et dévore un paquet de beurre d'1,1 kg, très important pour compléter le hoosh. Le 30 novembre, le groupe atteint la limite est du glacier et commence l'ascension vers le plateau suivant. Ils se retrouvent confrontés au sommet à des sastrugi si acérés que les chiens sont inutiles. Pire encore, les températures augmentent à 1 °C, entraînant la fonte de la neige et rendant la traction des traîneaux plus difficile. Le groupe décide de marcher de nuit pour éviter le pire de ces conditions.
Du haut de la crête sur le côté est du glacier Ninnis, Mawson commence à douter de l'exactitude de la cartographie des terres réalisée par Charles Wilkes au cours de l'expédition Wilkes (1838-1842). Selon l'estimation de Wilkes, Mawson note dans son journal qu'il est proche de la pointe réelle du continent. Préoccupé par un chevauchement avec le groupe de Madigan au nord, il se dirige plus vers le Sud. Ils réalisent de bons progrès au départ, mais à partir du 6 décembre un blizzard les confine dans leur tente pour trois jours. Le 9 décembre, ils repartent, mais Ninnis est physiquement en difficulté. Il a développé une névralgie sur le côté gauche de son visage et un panaris sur l'un de ses doigts. Ce dernier rend son sommeil difficile et le 13 décembre, Mawson doit lui inciser le doigt pour évacuer le pus.

### Mort de Ninnis
Dans la soirée du 13 décembre, Mawson et Mertz réarrangent les traîneaux. Celui de l'arrière qui porte le plus de poids est bien abîmé et ils décident de l'abandonner. Les fournitures restantes sont redistribuées entre les deux traîneaux restants. La plupart des principales fournitures — la tente et la plupart des provisions — sont stockées sur le nouveau traîneau arrière. En effet, s'ils doivent perdre un traîneau dans une crevasse, ils pensent que ce serait logiquement celui de devant et donc il se doit d'être le moins vital. Comme le traîneau arrière est plus lourd, les plus forts des chiens restants lui sont attribués. Au camp, ils laissent une petite quantité de fournitures, dont le traîneau abandonné et une couverture de tente, sans son revêtement de sol ni ses poteaux.
À midi, le lendemain, ils s'estiment à plus de 500 kilomètres de l'abri du cap Denison. Mertz continue à être en éclaireur sur les skis, définissant la piste à emprunter par les traîneaux. Mawson est assis sur le premier traîneau et Ninnis marche à côté du second. Dans son journal, ce soir-là, Mertz écrit : « Autour de 13 heures, j'ai traversé une crevasse, semblable à la centaine des précédentes que nous avions passé au cours des dernières semaines. J'ai crié « Crevasse ! », tourné à angle droit et continué de l'avant. Environ cinq minutes plus tard, j'ai regardé derrière. Mawson suivait, en regardant son traîneau devant lui. Je ne pouvais pas voir Ninnis, alors je me suis arrêté pour avoir un meilleur angle de vue. Mawson se retourne pour connaître la raison pour laquelle je regardais en arrière. Il a sauté immédiatement hors de son traîneau et s'est précipité. Quand il hocha la tête, je l'ai suivi, reculant son traîneau ».

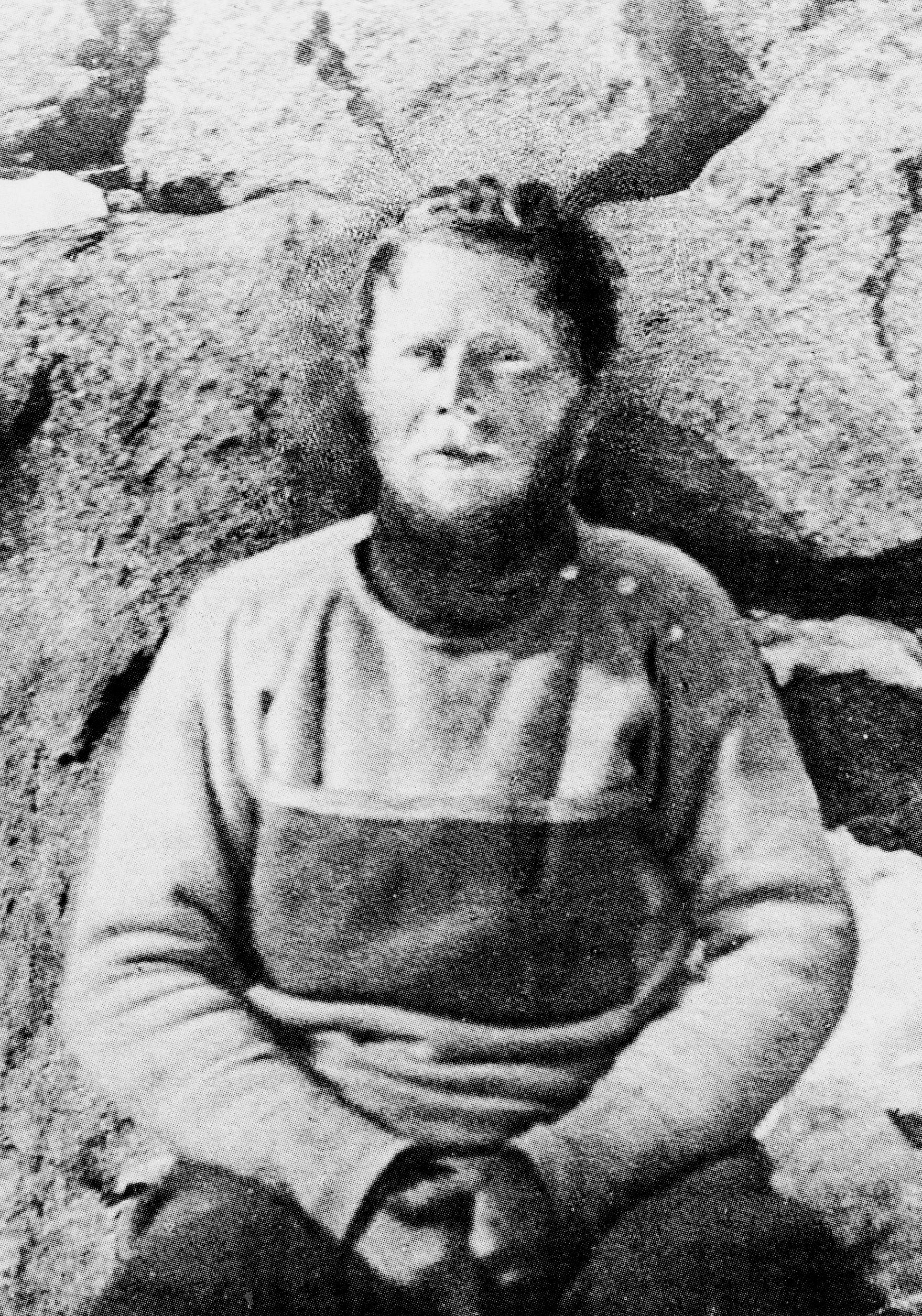
Mawson durant l'expédition antarctique australasienne et après son périple.

Ninnis, son traîneau et ses chiens étaient dans une crevasse de 3,4 mètres de largeur avec des murs droits de glace. Sur une corniche profonde dans le trou, Mawson et Mertz peuvent voir les corps de deux chiens dont l'un encore en vie mais grièvement blessé, ainsi que les restes du traîneau de Ninnis. Il n'y a aucun signe de vie de leur compagnon. Ils mesurent la distance entre eux et la corniche à 46 mètres, trop loin pour que leurs cordes l'atteignent. « Le chien cesse de gémir rapidement » écrit dans son journal Mawson ce soir-là. « Nous avons appelé […] pendant trois heures, puis sommes allés à quelques kilomètres sur une colline [pour prendre des mesures] de la position. [Nous sommes revenus], appelé […] [de nouveau] pendant une heure. [Puis nous avons lu une prière d'enterrement] ». « Nous ne pouvions rien faire […] Nous étions debout, impuissants, à côté de la tombe d'un ami, mon meilleur ami de toute l'expédition » écrit dans son journal Mertz après la mort de Ninnis.

## Retour vers l'ouest
Avec la tente la plus résistante, la plupart de leur nourriture et celle des chiens, ils perdent aussi la pioche, la pelle, les vêtements imperméables de Mertz et le casque de ce dernier. Sur le traîneau de Mawson, ils conservent le réchaud, le carburant, des sacs de couchage et dix jours de nourriture. Leur meilleur espoir de survie est d'atteindre le camp laissé deux jours plus tôt, 24 kilomètres à l'ouest, où ils ont laissé un traîneau abîmé et des fournitures. Ils atteignent celui-ci en cinq heures et demie et Mertz utilise la couverture de tente, les patins du traîneau abandonné et un ski afin d'ériger un abri.
Ils étudient deux voies possibles pour revenir à la base du cap Denison. La première option est de rejoindre la côte d'où ils pourraient compléter leurs maigres provisions avec de la viande de phoque et, peut-être, espérer rencontrer le groupe de Madigan. Cela revient à allonger considérablement le voyage. Deuxième possibilité, en progressant légèrement au sud de leur chemin de l'aller, ils peuvent espérer éviter les pires crevasses et maximiser leur vitesse. Mawson choisit la voie dans les terres, ce qui signifie qu'en l'absence de viande de phoque fraîche, ils devront manger les chiens restants. Le premier chien, George, est tué le lendemain matin et sa viande est en partie frite pour les hommes tandis que le reste est donné aux autres chiens désormais affamés. « Dans l'ensemble, cela était bon » écrit Mawson à propos de la viande, même si « elle avait un goût fort et moisi et était si filandreuse qu'elle ne pouvait pas être correctement mâchée ».
Avant de repartir, ils hissent le drapeau qu'ils avaient oublié de hisser à leur point le plus à l'est afin de revendiquer la terre pour la couronne. Avec l'augmentation de la température, ils voyagent de nuit pour profiter d'une surface plus dure. Avec les cinq chiens restants, Mawson et Mertz font leur possible. Mal nourris, les chiens commencent à être en difficulté. Deux de plus, Johnson et Mary, sont abattus et partagés entre les hommes et les chiens au cours des jours suivants. Mawson et Mertz trouvent la viande plus dure, mais en apprécient le foie plus tendre. Avec la puissance de traction des chiens désormais limitée, Mertz cesse de faire l'éclaireur et aide Mawson à tirer le traîneau. Malgré les difficultés, ils parviennent à réaliser de bons progrès et dans les quatre premières nuits, ils parcourent 97 kilomètres. Alors qu'ils approchent du glacier Ninnis le 21 décembre, Haldane, le plus grand et le plus fort des chiens, est abattu,.

### Mort de Mertz

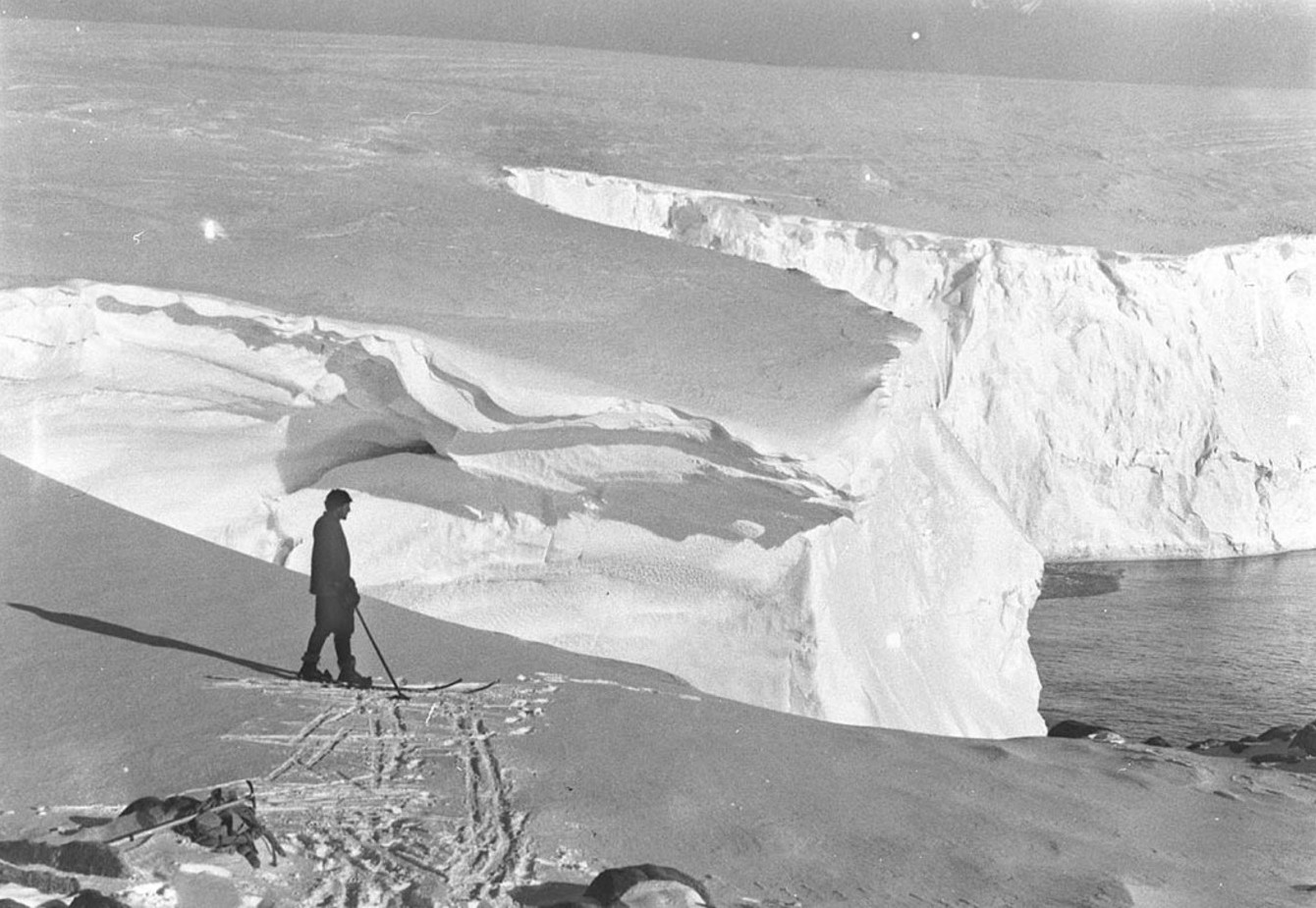
Mertz devant une falaise de glace au début de l'expédition.

Les deux hommes souffrent, mais Mertz en particulier commence à se sentir mal. Il se plaint de douleurs à l'estomac et cela commence à les ralentir. Pavlova est tuée, ne laissant qu'un seul chien restant. Mawson décide d'alléger le traîneau et une grande partie de l'équipement, dont l'appareil photo, les films photographiques et tout le matériel scientifique hormis le théodolite, est abandonnée. Le 29 décembre, le jour où ils passent le glacier Ninnis, le dernier chien est tué. Mawson note : « Nous avons passé un excellent petit déjeuner avec le crâne de Ginger — sa thyroïde et son cerveau »,. Deux jours plus tard, Mawson note que Mertz est très pâle. Mertz écrit qu'il est « vraiment fatigué [et ne peut] plus écrire »,,.
Le 31 décembre, ils avancent de 8 kilomètres, aucun progrès n'est fait les deux jours suivants et, le 3 janvier, ils font de nouveau 8 kilomètres. « [Le] vent froid a gelé les doigts de Mertz […] il est globalement en très mauvaise condition […] la peau se détache de ses jambes » enregistre Mawson dans son journal. Les progrès suivants n'arrivent que le 6 janvier et ils font 3,2 kilomètres avant que Mertz ne s'effondre. Le lendemain, Mawson place Mertz dans son sac de couchage et sur le traîneau puis ils continuent. Mawson est contraint de s'arrêter de nouveau et de camper lorsque l'état de Mertz se détériore à nouveau : « Il est très faible, devient de plus en plus délirant […] rarement capable de parler de façon cohérente. Il [ne mange ou boit] rien. À 20 heures, il délire et casse un poteau de la tente. Continue à délirer et [à crier] pendant des heures. Je le retiens, puis il devient plus calme et je le mets tranquillement dans son sac. Il meurt paisiblement à environ 2 heures du matin le matin du 8 »,.
Des vents forts empêchent Mawson de continuer pendant deux jours. Il en profite pour se préparer à voyager seul en découpant la moitié arrière du traîneau et en réorganisant sa charge. Pour éviter d'avoir à transporter un excédent de kérosène pour le réchaud, il fait bouillir le reste de la viande de chien. Il tire le corps de Mertz dans son sac de couchage hors de la tente et construit un cairn à partir de blocs de neige pour le recouvrir, puis utilise deux morceaux de bois de rechange pour le traîneau afin de former une croix qu'il place sur le dessus. Le lendemain, il lit le service funèbre.

### Seul

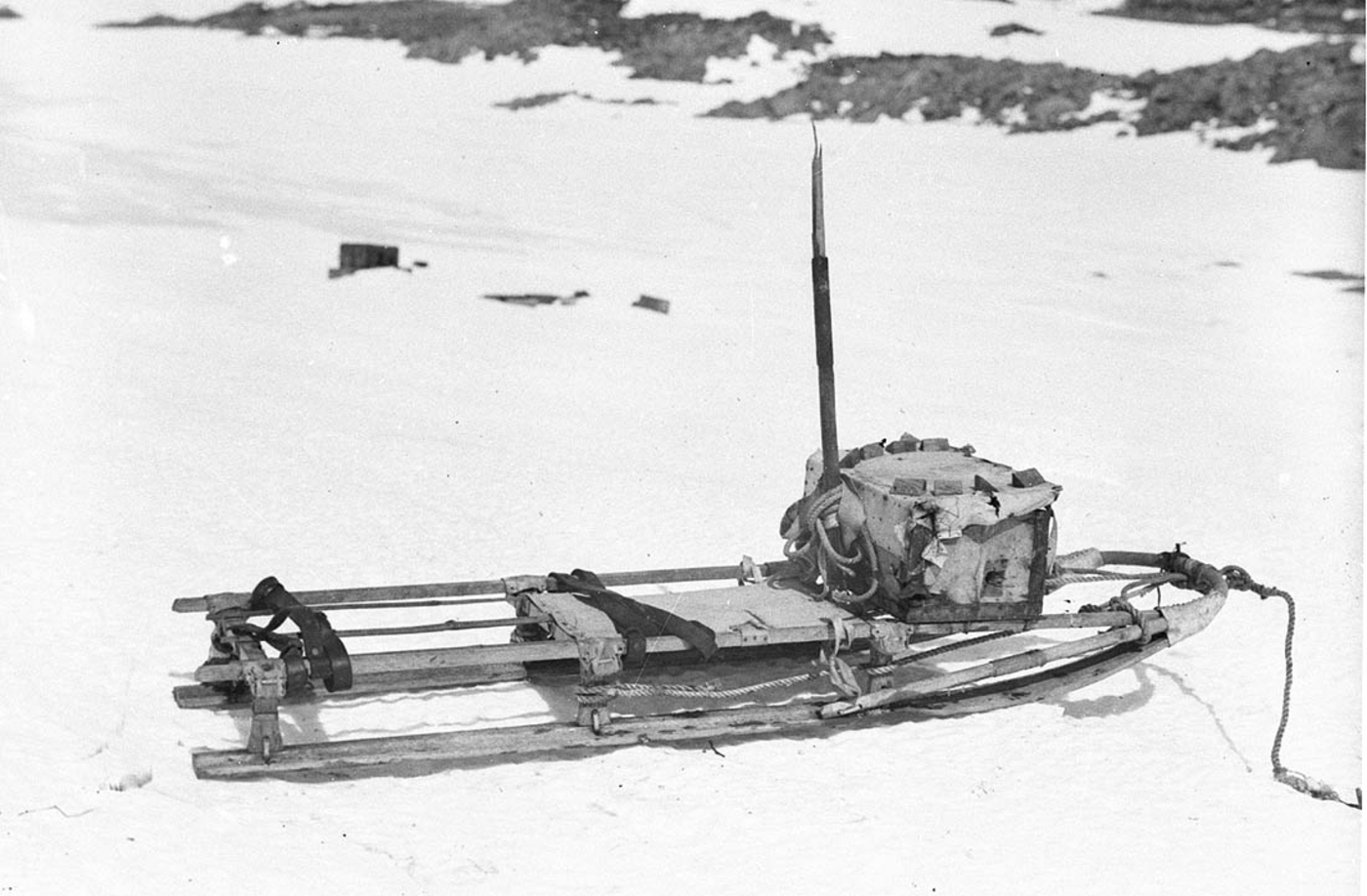
Durant la fin du périple, Mawson utilise ce demi-traîneau, qu'il a façonné pour réduire le poids à traîner.

Comme le temps s'éclaircit le 11 janvier, Mawson continue sa progression vers l'ouest, estimant la distance qui le sépare du cap Denison à 160 kilomètres,. Il avance un peu mais, au-delà de la faim, la douleur dans ses pieds le force à s'arrêter. Il constate que la plante de ses pieds est très abîmée. Appliquant de la lanoline dessus et enveloppant ses pieds à l'intérieur de plusieurs paires de chaussettes dans ses bottes, il continue. « Tout mon corps est apparemment en train de pourrir par le manque de nourriture […] doigts gelés purulents, les muqueuses du nez parties, glandes salivaires de la bouche refusant d'agir, la peau se détachant du corps entier » note-t-il. Avec une moyenne d'environ 8 kilomètres par jour, il commence à traverser le glacier Mertz. Le 17 janvier, il tombe dans une crevasse, mais la corde autour de sa taille le retient au traîneau et arrête miraculeusement sa chute. « J'avais le temps de me dire « Donc, c'est la fin » […], s'attendant à chaque instant que le traîneau s'écrase sur ma tête et nous deux allant au fond invisible ci-dessous. Puis j'ai pensé qu'il reste de la nourriture non consommée dans le traîneau et, comme le traîneau s'est arrêté sans tomber, j'ai pensé à nouveau que la Providence m'a donnée une chance. La chance avait l'air très petite [puisque] la corde pouvait être déchirée [par le rebord] en surplomb, mes doigts [blessés], moi faible […] Avec le sentiment que la Providence m'aidait j'ai fait un grand combat, sortant à moitié, puis retombant à nouveau à plusieurs reprises, [puis y arrivant à la fin]. Puis je me suis senti reconnaissant à la Providence […] qui tant de fois m'a déjà aidé »,.
Pour se sauver de futures crevasses, Mawson fabrique une échelle de corde rudimentaire qu'il porte sur son épaule et qui est attachée au traîneau. Il s'en sert presque immédiatement et deux fois dans les jours suivants, ce qui lui permet de sortir des crevasses. Une fois sorti du glacier Mertz, sa progression moyenne augmente et, le 28 janvier, le nunatak Madigan est visible. Peu après, après une distance d'environ 8 kilomètres, un cairn recouvert de tissu noir apparaît à moins de 300 mètres sur sa droite. Il y trouve de la nourriture et une note d'Archibald Lang McLean, qui, avec Frank Hurley et Alfred Hodgeman, avait été envoyé par le capitaine John King Davis de l’Aurora pour rechercher le « groupe de l'est lointain » de Mawson,. 
De la note, Mawson apprend qu'il est à 34 kilomètres au sud-est d’Aladdin’s Cave et près de deux autres dépôts de provisions. La note signale également que les autres groupes de l'expédition sont tous revenues sains et saufs au camp de base. De même, l'atteinte du pôle Sud en décembre 1911 par Roald Amundsen est indiquée. Le cairn a été créé seulement six heures auparavant, quand les trois hommes retournaient au cap Denison. En difficulté sur ses pieds blessés et manquant de crampons — il les avait jetés après avoir traversé le glacier Mertz —, Mawson met trois jours pour atteindre l’Aladdin’s Cave,.
Bien qu'il y ait des provisions laissées dans ce dépôt — dont trois oranges et un ananas, signe que le navire était revenu — il n'y a pas ce qu'il recherche : des crampons de secours. Sans eux, il ne peut espérer descendre la pente de glace raide menant au camp de base et il commence donc à façonner des crampons de fortune à partir de ce qu'il trouve, comme des clous et des lanières de cuir, et accrochant ses trouvailles avec un marteau au bois d'une caisse d'emballage,. Prêt, une tempête de neige le confine au dépôt et c'est seulement le 8 février qu'il est en mesure de commencer la descente. Vers l'abri, il est repéré par trois hommes travaillant à l'extérieur, qui se précipitent donc sur la colline pour l'aider.

## Arrivée au cap Denison

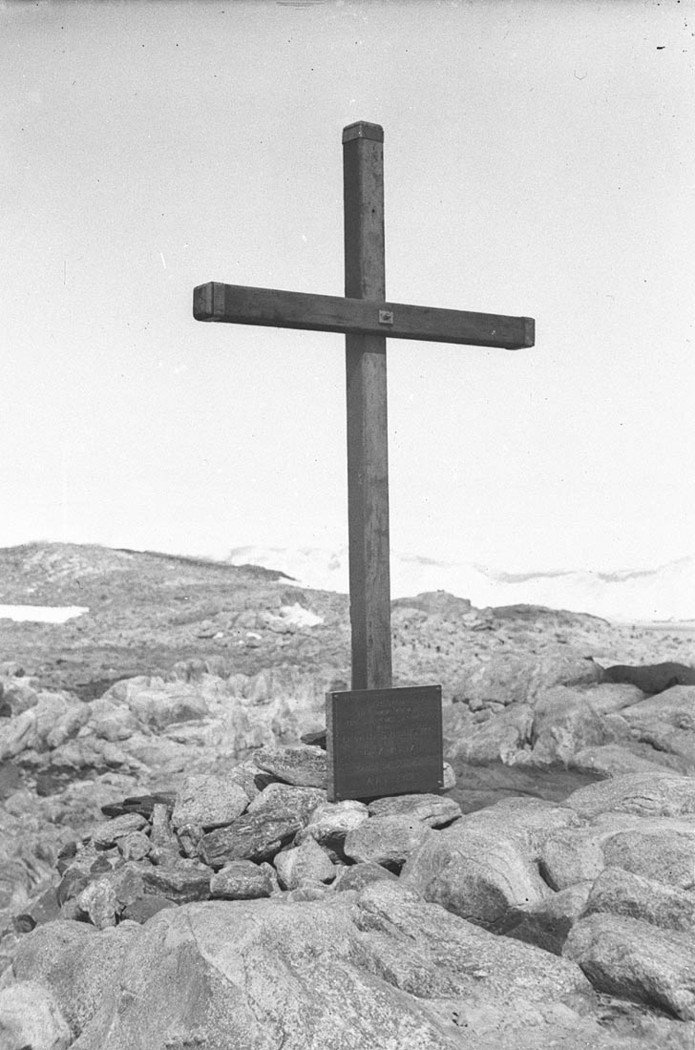
La croix érigée en 1913 en mémoire de Ninnis et de Mertz.

L’Aurora, arrivé au cap Denison le 13 janvier 1913, est reparti avec l'hiver approchant, le 8 février, quelques heures seulement avant le retour de Mawson. Le navire a quitté la baie du Commonwealth, laissant derrière lui six hommes en tant que groupe de secours que Mawson rencontrera. Lorsque le « groupe de l'est lointain » de Mawson n'est pas revenu, John King Davis a longé avec le navire la côte vers l'est jusqu'à la langue du glacier Mertz à la recherche de l'équipe. Ne trouvant pas de signe de vie et ne pouvant plus avancer plus à l'est à cause du « pack », il est retourné au camp de base. Au retour de Mawson, l’Aurora est rappelé par radio, mais les vents catabatiques puissants sur la zone empêchent le navire d'atteindre la rive pour recueillir les hommes.
En novembre 1913, les hommes restant au cap Denison érigent une croix pour Mertz et Ninnis sur Azimuth Hill au nord-ouest du camp de base. La croix, construite à partir de pièces d'un mât cassé d'antenne radio, est accompagnée d'une plaque commémorative issue du bois de la couchette de Mertz. La croix est toujours visible, bien que la barre transversale a été refixée à plusieurs reprises, et la plaque a été remplacée par une réplique plus pérenne en 1986. Les deux glaciers qui ont gêné la progression du « groupe de l'est lointain » sont nommés par Mawson en mémoire de Mertz et Ninnis,.
L’Aurora retourne au cap Denison l'été suivant, à la mi-décembre soit après dix mois, pour ramener les hommes au pays. Ce délai a peut-être sauvé la vie de Mawson puisqu'il expliquera plus tard à Phillip Law, alors directeur des Australian National Antarctic Research Expeditions (ANARE), qu'il n'aurait pas survécu à un voyage en mer si tôt après son épreuve.

## Retour en Australie
Le retour de Mawson est célébré à l'hôtel de ville d'Adélaïde, au cours d'un événement en présence du gouverneur général d'Australie Thomas Denman. Une personne y déclare que « Mawson est revenu d'un voyage qui était absolument sans précédent dans l'histoire de l'exploration — un des plus grands exemples de la façon dont les affaires les plus sévères de la Nature ont été surmontées par le courage exceptionnel, la puissance et la volonté de l'homme ». À son retour de l'Antarctique, Mawson loue ses compagnons morts : « Les survivants pourraient avoir l'occasion de faire quelque chose de plus, mais ces hommes avaient fait leur maximum ».

## Postérité

### Maladie et soupçons de cannibalisme

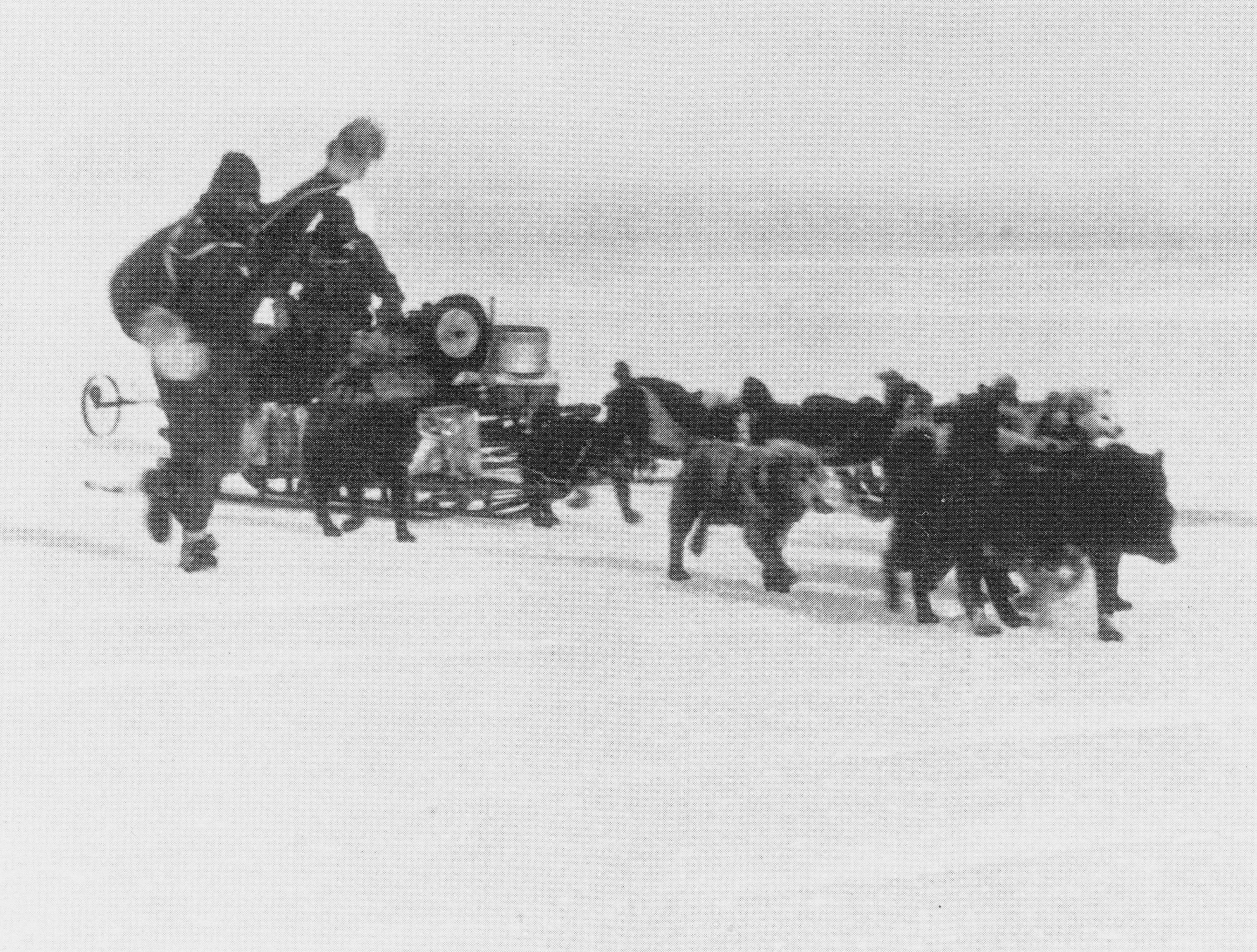
Mertz et Ninnis à l’Aladdin’s Cave avant leur départ.

La cause des maladies de Mawson et Mertz reste en partie un mystère. À l'époque, McLean, le chirurgien de l'expédition et l'un des hommes qui reste au cap Denison, attribue leur maladie à la colite. Mawson écrit dans son livre et compte-rendu officiel de l'expédition The Home of the Blizzard, que Mertz est mort de la fièvre et d'une appendicite,. Une étude de 1969 de John Burton Cleland et Ronald Vernon Southcott de l'université d'Adélaïde conclut que les symptômes de Mawson — perte de cheveux, de peau et de poids, dépression, dysenterie et infections persistantes de la peau — indiquent que les hommes souffraient d'une hypervitaminose A, une consommation excessive de vitamine A. Elle se trouve en quantité anormalement élevée dans le foie de chien du Groenland que Mertz et Mawson avaient consommé en grandes quantités.
Alors que l'hypervitaminose A est le diagnostic médical généralement accepté pour la mort de Mertz et la maladie de Mawson, la théorie a des détracteurs. L'explorateur Phillip Law pense par exemple que les symptômes décrits sont exactement ceux d'une exposition au froid. Un article publié en 2005 dans la revue The Medical Journal of Australia par Denise Carrington-Smith suggère que cela ait pu être le résultat de « contraintes psychologiques liées à la mort d'un ami proche et de chiens qu'ils ont soignés » et d'un changement de régime de Mertz, celui-ci ayant d'habitude un régime essentiellement végétarien.
Des suggestions de cannibalisme à propos de Mawson qui pourrait avoir mangé Mertz après sa mort ont été évoquées. Plusieurs journaux américains citent Mawson comme ayant avoué qu'il a considéré manger Mertz, mais ces allégations sont démenties par Mawson qui les juge « scandaleuses » et inventées. Les biographes de Mawson confirment que la suggestion de cannibalisme est probablement fausse. Beau Riffenburgh note que Mawson soigne Mertz des jours entiers, même au risque de sa propre vie. En outre, il précise que Mawson n'a aucun moyen de savoir pourquoi Mertz est mort et manger sa chair peut être dans ce cas très dangereux. Ces sentiments sont partagés par Philip Ayres, qui note aussi qu'à la mort de Mertz, Mawson a des rations suffisantes. Law, qui a bien connu Mawson, estime qu'il « était un homme très solide et de morale conservatrice. Il lui aurait été impossible d'y penser ».

### Bilan
Les différents groupes de l'expédition antarctique australasienne partis du cap Denison — « groupe de l'est lointain » compris — ont finalement couvert plus de 4 200 kilomètres de terres jusque-là inexplorées, tandis que le « groupe de la base ouest » parti de la Barrière de Shackleton a couvert 1 300 kilomètres de plus. L'expédition est en outre la première à utiliser la radio en Antarctique, transmettant jusqu'en Australie via une station relais établie sur l'île Macquarie, et fait plusieurs découvertes scientifiques importantes en magnétisme, géologie, biologie et météorologie.
D'abord publié en 1915, le compte-rendu de Douglas Mawson sur l'expédition, The Home of the Blizzard, consacre deux chapitres au « groupe de l'est lointain ». Dans son livre de 1976 sur l'expédition antarctique australasienne, Lennard Bickel cite l'explorateur et alpiniste Edmund Hillary décrivant le voyage de Mawson comme « probablement la plus grande histoire de survie solitaire dans l'histoire de l'exploration polaire ».